# Risque de liquidité

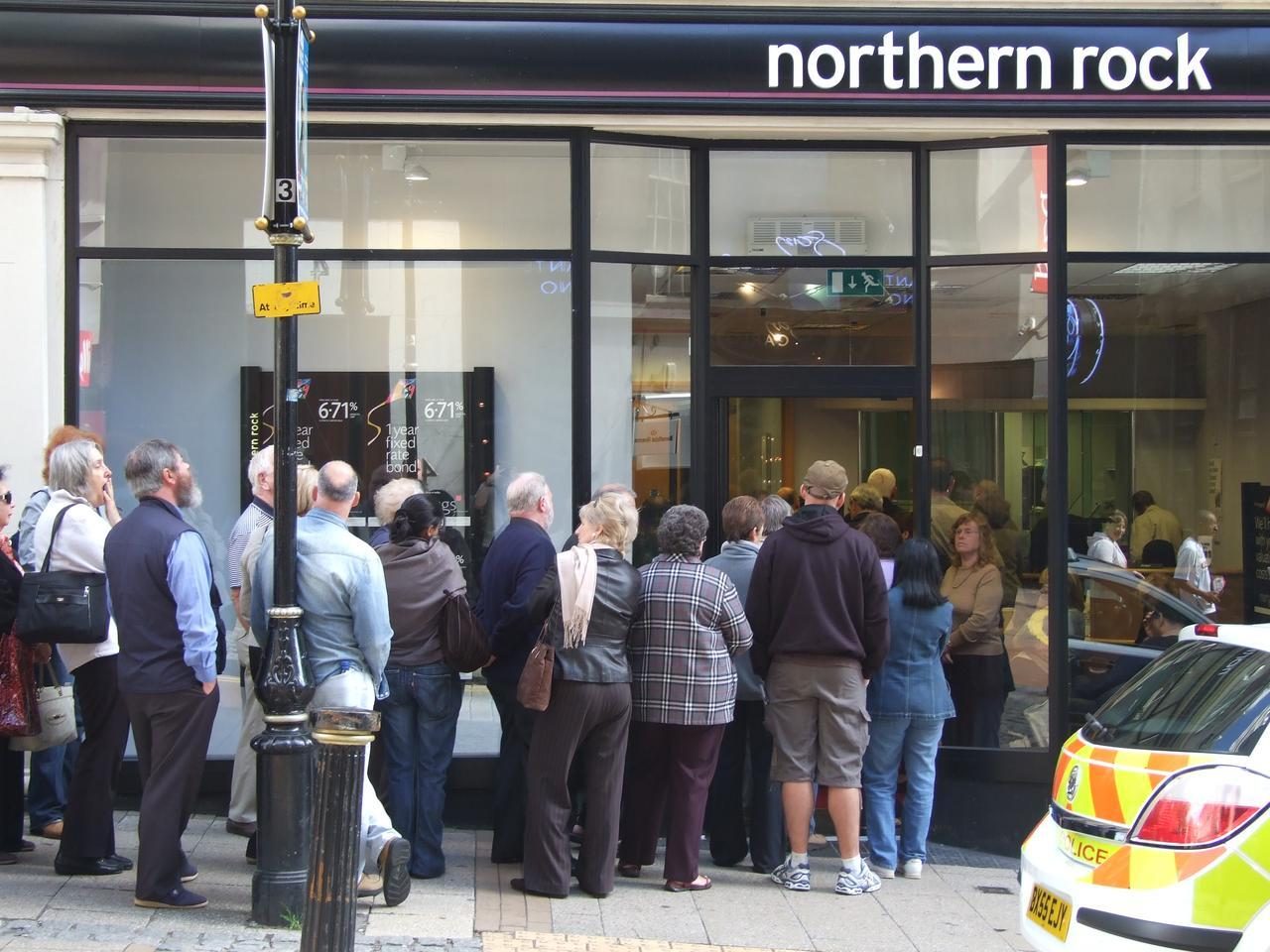
Panique bancaire

Le risque de liquidité concerne les placements financiers qui sont très difficiles à liquider (c’est-à-dire à vendre) très rapidement.

## Sur les marchés
Dans les périodes de tension sur les marchés, une course à la liquidité peut avoir lieu, et les investisseurs qui ont pris un risque de liquidité important peuvent subir des pertes de capital.

## Pour les banques
Les banques reçoivent majoritairement des dépôts à court terme de leurs clients et font des prêts à moyen et long terme. Il peut donc se créer un décalage entre les sommes prêtées et les sommes disponibles (dépôts), ces dernières peuvent être insuffisantes. Dans ce cas on parle de manque de liquidités.
Le risque de liquidité est calculé par un ratio appelé "Cooke", comprenant l'actif et le passif mais aussi le coefficient de risque. Il traduit la santé financière de l'emprunteur et la confiance de l'établissement bancaire envers son emprunteur. Par exemple, l'état a un coefficient de 100 %, traduisant un emprunteur entièrement solvable, un particulier a un coefficient variable. Le Ratio "Cooke" traduit le risque de non-recouvrement d'une créance ce qui permet d'avoir le fond de trésorerie provisoire de l'établissement bancaire. La comptabilité bancaire sur ce point est un travail réglementaire, qui doit être rendu chaque trimestre, et est effectué en interne chaque mois pour un meilleur suivi de la Trésorerie "Fictive".

## Mesures du risque de liquidité
Le Cash at Risk est une mesure du risque de liquidité. Elle se mesure soit à partir de la comparaison des échéances contractuelles des dettes et des estimations des recettes de trésorerie, ou bien à travers un budget de trésorerie. Cet indicateur reprend globalement les modélisations issues des calculs de Value at risk (VaR).